# Canton de Saint-James
Le canton de Saint-James est une ancienne division administrative française, située dans le département de la Manche et la région Basse-Normandie.

## Histoire
De 1833 à 1839, les cantons de Ducey et de Saint-James avaient le même conseiller général. Le nombre de conseillers généraux était limité à trente par département.
De 1840 à 1848, les cantons de Pontorson et de Saint-James avaient le même conseiller général.

## Représentation

### Conseillers généraux de 1833 à 2015
| Période | Période          | Identité                                 | Étiquette    | Qualité |
| ------- | ---------------- | ---------------------------------------- | ------------ | --- |
| 1833    | 1836             | Julien Thébault-Grimbot                  |              | Propriétaire à Avranches |
| 1836    | 1865             | Eugène Sursois                           |              | Médecin, maire de Saint-James |
| 1865    | 1874             | Hippolyte Morel                          | Républicain  | Juge de paix, maire de Saint-James |
| 1874    | 1922 (décès)     | Hippolyte Morel (fils du précédent)      | Républicain  | Gouverneur du Crédit foncier de France, maire de Saint-James, député (1876-1877 et 1878-1885), président du conseil général (1895-1922), sénateur (1890-1898) |
| 1922    | 1938 (décès)     | César Gautier                            | RG           | Négociant à Saint-James, conseiller d'arrondissement |
| 1938    | 1940             | Victor Dupont                            | FR           | Adjoint au maire de Saint-James, nommé conseiller départemental en 1943                                                                                       |
|         |                  |                                          |              | |
| 1945    | 1961             | Arnaud de Roquefeuil-Cahuzac (1906-1996) | Indépendant  | Agriculteur, conseiller municipal de Saint-Senier-de-Beuvron, président du syndicat des bouilleurs de cru de la Manche                                        |
| 1961    | 1992             | Maxime de Coniac                         | DVD puis UDF | Exploitant agricole, maire d'Argouges |
| 1992    | 2001 (démission) | Michel Thoury (1942-2015)                | UDF-CDS      | Dentiste, maire de Saint-James (1983-2014) |
| 2001    | 2015             | Paul Delaunay                            | DVG          | Cadre de direction, directeur d'une maison familiale à Vire, adjoint au maire de Saint-Aubin-de-Terregatte                                                    |

Le canton participe à l'élection du député de la deuxième circonscription de la Manche, avant et après le redécoupage des circonscriptions pour 2012.

### Conseillers d'arrondissement (de 1833 à 1940)
| Période                                  | Période      | Identité                                               | Étiquette               | Qualité |
| ---------------------------------------- | ------------ | ------------------------------------------------------ | ----------------------- | --- |
| 1833                                     | 1848         | Auguste Marie Anne Philippes (de) Cantilly (1780-1859) |                         | Juge de paix à Saint-James                                                                                  |
|                                          |              |                                                        |                         | |
| 1871                                     |              | M. Chevalier                                           |                         | Maire de Saint-Senier-de-Beuvron                                                                            |
|                                          |              |                                                        |                         | |
| 1901                                     |              | Emmanuel Timothée Vallée                               | Républicain             | Négociant en vins, adjoint au maire de Saint-James                                                          |
|                                          |              |                                                        |                         | |
| 1913                                     | 1919         | Robert Marie Charles Aymar de Roquefeuil (1864-1940)   |                         | Propriétaire exploitant, maire de Vergoncey                                                                 |
| 1919                                     | 1922         | César Gautier                                          | RG                      | Négociant à Saint-James                                                                                     |
| 1922                                     | 1926 (décès) | Aimé Lechat                                            |                         | Maire de Saint-Aubin-de-Terregatte                                                                          |
| 1926                                     | 1940         | Pierre Orvain                                          | Républicain Libéral PSF | Maire de Saint-Laurent-de-Terregatte                                                                        |
| 1940                                     |              |                                                        |                         | Les conseils d'arrondissement ont été suspendus par la loi du 12 octobre 1940 et n'ont jamais été réactivés |
| Les données manquantes sont à compléter. |              |                                                        |                         | |

## Composition

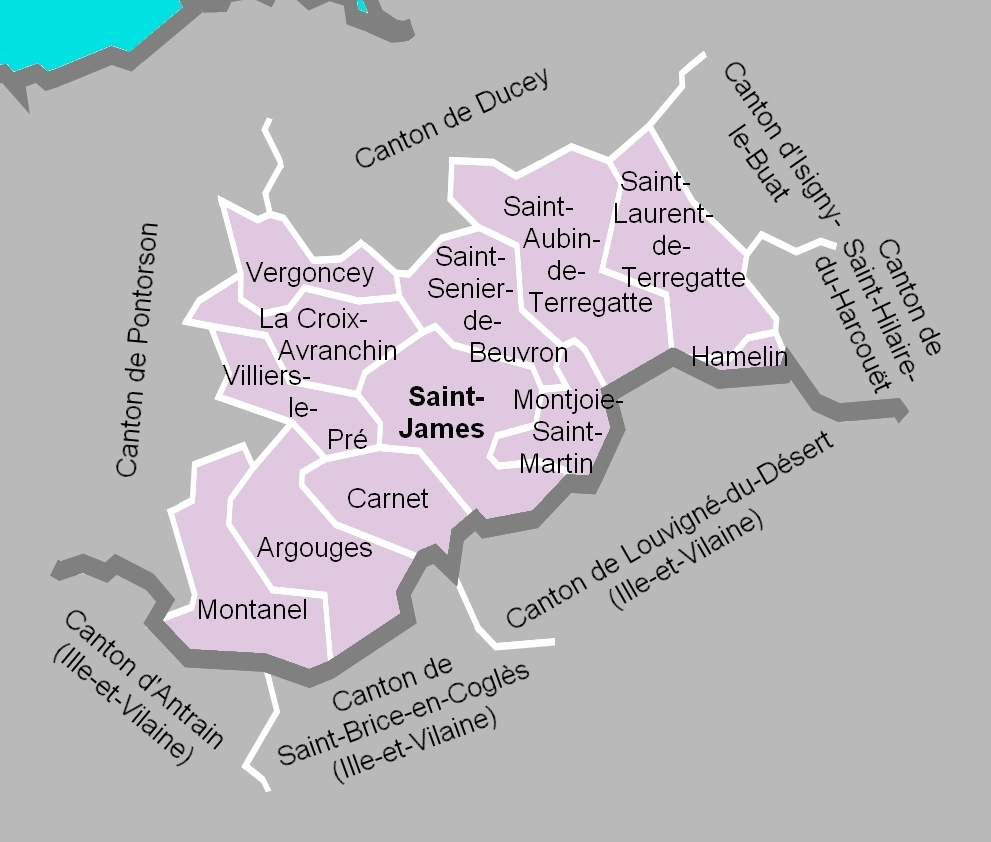
La carte des communes du canton. Les cantons limitrophes étaient ceux de Pontorson, de Ducey, d'Isigny-le-Buat, de Saint-Hilaire-du-Harcouët, de Louvigné-du-Désert, de Saint-Brice-en-Coglès et d'Antrain.

Le canton de Saint-James comptait 7 010 habitants en 2012 (population municipale) et regroupait douze communes :
- Argouges ;
- Carnet ;
- La Croix-Avranchin ;
- Hamelin ;
- Montanel ;
- Montjoie-Saint-Martin ;
- Saint-Aubin-de-Terregatte ;
- Saint-James ;
- Saint-Laurent-de-Terregatte ;
- Saint-Senier-de-Beuvron ;
- Vergoncey ;
- Villiers-le-Pré.

À la suite du redécoupage des cantons pour 2015, toutes les communes sont rattachées au canton de Saint-Hilaire-du-Harcouët.
Contrairement à beaucoup d'autres cantons, le canton de Saint-James n'incluait aucune commune supprimée depuis la création des communes sous la Révolution.

## Démographie
| 1962  | 1968  | 1975  | 1982  | 1990  | 1999  | 2006  | 2011  | 2012  |
| ----- | ----- | ----- | ----- | ----- | ----- | ----- | ----- | ----- |
| 8 268 | 7 864 | 7 265 | 7 093 | 7 120 | 6 919 | 6 952 | 6 966 | 7 010 |